# 567↑8〜読み方決めるのって古くない?〜
『567↑8〜読み方決めるのって古くない?〜』（よみかたきめるのってふるくない）は、フジテレビで2021年3月29日の深夜に放送された単発特別番組である。

## 概要
フジテレビの若手ディレクター育成を目的とし、それぞれのディレクターが考えたVTR企画をオムニバス形式でプレゼンし、そのVTRをスタジオゲストの江頭2:50に見てもらい審査を受ける。若手ディレクターは江頭のYouTubeチャンネル「エガちゃんねる」に出演しているブリーフ団を真似た、黒ずくめのマスクで出演している。ナレーションは江頭のファンである山田孝之が担当。
番組の企画構成は『めちゃ×2イケてるッ!』の総監督・片岡飛鳥が務めた。片岡がテレビ番組の制作を本格的に手がけるのは、18年3月の『めちゃイケ』終了以降初めて。片岡自身は監修的な立場であり、番組の演出自体は塩谷亮が手掛けたものの、テロップの出し方や縦軸の展開など、その編集や番組構成の仕上がりは『めちゃイケ』に近いものとなった。江頭は自身のYouTubeチャンネルで、収録での片岡飛鳥を振り返り、「緻密だったねぇ、職人だったねぇ」と、3年のブランクを感じさせない変わらぬ仕事ぶりに感心した。なお、片岡は2022年にフジテレビを退社したため、当番組がフジ社員としては最後に手がけた番組となった。
番組名の略称は『567↑8』であるが、その名の通り、読み方は示されていない。

## 出演
- スタジオゲスト

江頭2:50
川原克己（天竺鼠）
- VTR出演

『嘘席食堂』：ぼる塾、金子恵美、宮崎謙介、温水洋一、小島瑠璃子
『ゼロ-1グランプリ』：遠藤章造（ココリコ）、西野未姫、黒澤かずこ（森三中）、ハチミツ二郎（東京ダイナマイト）、松村邦洋、井口浩之（ウエストランド）、海原はるか（海原はるか・かなた）、おいでやす小田、こがけん、サンシャイン池崎、阿佐ヶ谷姉妹、なかやまきんに君、ひょっこりはん、ハリウッドザコシショウ

## スタッフ
- ナレーター：山田孝之[4]
- ブレーン：酒井健作、安齋友郎
- アドバイザー：竹村武司、藤野義明
- カメラ：辻稔
- 音声：佐々野昌樹
- 照明：安藤雄郎
- 音響効果：笠松広司
- MA：円城寺暁
- 編集：渕真悟
- FOD：野村和生、松村祥
- 美術制作：三竹寛典
- 美術進行：村瀬大
- デザイナー：永井達也
- 大道具：丸野彰久
- アクリル装飾：堀内重彰
- 装飾：岡田寿也
- 衣装：岡田夏海
- メイク：山田かつら
- CG：鈴木鉄平
- デスク：甲斐裕美
- TK：海老沼廉子
- ディレクター：角山僚祐（T）、石川隼（S）、玉野鼓太郎（K）、玉置遼（R）、城山海周（海）、原田和実（H）、宮本正悟、内山真吾、菊池真介、松村淳、飯沼慶治郎
- プロデューサー：宮崎孝幸
- チーフプロデューサー：山田賢太郎
- 演出：塩谷亮
- 企画構成：片岡飛鳥
- 制作：フジテレビ編成制作局制作センター第二制作室
- 制作著作：フジテレビ